# Mabel Philipson
Mabel Philipson, född 1886, död 1951, var en brittisk politiker (Konservativa partiet). 
Hon var ledamot i Brittiska underhuset 1923-1929. Hon var den fjärde kvinnan som valdes till det brittiska parlamentet, och den tredje som tog plats där. 